# Fraureuth
Fraureuth es un municipio situado en el distrito de Zwickau, en el estado federado de Sajonia (Alemania), a una altitud de 330 metros. Su población a finales de 2016 era de unos 5200 habitantes y su densidad poblacional, 230 hab/km².